# Покрово-Васильевка
Покрово-Васильевка — село в Сосновском районе Тамбовской области. Входит в состав Верхнеярославского сельского совета.

## История
Село Покрово-Васильевка (Покровское Васильево, Нероново, просторечн. Мироново) впервые упоминается в итоговой ведомости по результатам проведенной ревизии 1762-1767 годов по Козловскому уезду. В селе в 27 домах проживали крепостные крестьяне: мужского пола — 124, женского пола — 150 чеповек, принадлежавшие помещику Василию Неронову. Поселение называлось деревней Васильевской, что на Польном Воронеже.
Вторично упомянутое поселение встречается в документах ревизской сказки 1795 года под названием: "Село Покровское, Васильевка тож". Оно по прежнему заселено крепостными крестьянами генерал-майора Василия Васильевича Неронова. В числе крестьян значились: Евсеевы — Тарас, Григорий, Аким; Васильевы — Владимир и Емельян, Степанов Андрей, Семенов Василий, Прохоров Михаил, Алексеев Елисей.
В документах ревизской сказки за 1858 год указано, что село Покровское, Васильевка тож, принадлежало генералу от инфантерии, князю Ивану Леонтьевичу Шаховскому, и досталось ему по купчей 1854 года от помещика, прежде коллежского секретаря, а ныне титулярного советника Петра Сергеевича Неронова. В то время в селе числилось 67 крестьянских домов с населением: мужского пола — 314, женского пола — 283 человека.

## Население
| 2010 |
| ---- |
| 252  |

В списках населённых мест Тамбовской губернии по сведениям 1862 г. именуется как владельческое село Покровское (Нероново) при р. Польном Воронеже. В нём насчитывалось 79 дворов с населением 608 человек (мужчин — 319, женщин — 289). 
В 1880 году в Покрово-Васильевке было 111 дворов, а население составляло 792 человека. Имелась церковно-приходская школа.
В 1897 году в селе проживало 973 человека (мужчин — 474, женщин — 499).
В 1910 году имелось 138 домохозяйств, земли - 834 десятины.
В епархиальных источниках 1911 года сообщается, что в Нероново (Покрово-Васильевском) было 290 крестьянских дворов с населением: мужского пола — 994, женского пола — 947 человек. Земельный надел крестьяне имели по 3 десятины на каждую мужскую душу. Сообщается так же о наличии двух школ - церковно-приходской и земской. Имелось церковно-приходское попечительство.
Однако данные из адрес-календаря Тамбовской губернии за тот же 1911 г. сильно отличаются: 141 двор с населением 1100 человек (мужчин — 580, женщин — 520). Надельной земли было 834 десятины. Владение ею общинное.
В 1914 году в селе жило 1200 человек (мужчин — 550, женщин — 650). Земли было 834 десятины.
В 1926 г. в Покрово-Васильевке насчитывалось 300 хозяйств с населением 1500 человек (мужчин — 736, женщин — 764).
По спискам сельскохозяйственного налога на 1928-29 гг. числились 284 хозяйства с населением 1500 человек.
В 2010 году в селе проживало 252 человека.

## Церковь
В 1871 г. на средства княгини Шаховской была построена деревянная, холодная церковь. Престол был освящен в честь Покрова Пресвятой Богородицы - великого православного праздника, отмечаемого Русской православной церковью 1 (14) октября. Имелась местночтимая Боголюбская икона Божией матери. 
Согласно спискам духовенства Тамбовской епархии, в 1876 году в селе Неронове была Покровская однопрестольная деревянная церковь с приписными церквями. В селе Федоровке однопрестольной каменной Скорбященской и в селе Новоямском однопрестольной деревянной Казанской, 1868 года постройки. В штате - настоятель священник Иван Ант. Архангельский, 2 разряд, рукоположен в сан в 1856 году, помощник священника Степан Алекс. Паройский, 2 разряд, р. 1872 году и 2 псаломщика. Сверхштата священник Алекс. Ант. Владиславский, 2 разряд, р. 1868 году Церковный староста при Покровской церкви козловский второй гильдии купец Ноговиков, с 1873 года, при Скорбященской крестьянин  Ермилов, с 1868 года, при Казанской государственный крестьянин Сутормин с1868 года.
В 1911 году к приходу в селе Неронове (Покровском-Васильеве) относилисть также две деревни - Балабаевка и Головкино, две крупные экономии - Рымарева и Можарова и два мелких хутора - Чернышева и Таптыкова.
В советский период церковь была перестроена и приспособлена для здания школы, здание в существует в настоящее время.

## Школа
В январе 1868 года Козловский уездный совет в отчёте № 4 сообщил, что в Покрово-Васильевке существует начальная школа. 22 ученика обучал бывший крепостной крестьянин Иван Меркулов за 40 рублей в год. 
По всей вероятности, первая школа существовала непродолжительное время, т. к. в отчёте инспектора народных училищ Остроухова, посетившего школу в 1885 году, о ранее открытой школе не упоминается. 
Он сообщил, что школа открыта при участии местного помещика в 1881 году, и что 30 мальчиков обучал Иван Бронзов, окончивший курс учительской семинарии при Московской воспитательном доме. 
В 1909 году Покрововасильевская школа была однокомплектная. В ней обучалось в то время 40 мальчиков и 10 девочек. 
В 1913 году в земской школе работали: заведующий Федоров Валентин Иванович, законоучитель отец Сергий Роттердамский. В церковно-приходской: заведующий и законоучитель Сергей Иоаннович Роттердамский, учитель Александр Андреевич Богоявленский. 
На базе начальной школы в 1931 году в школе открыта школа колхозной молодёжи, позднее называвшаяся НСШ, затем семилетней, а в 1962 году преобразованная в восьмилетнюю. 
В 1960 году построено одноэтажное деревянное здание общей площадью 540 кв. м. 
В 2008 году школа реорганизована в филиал МОУ Верхнеярославской СОШ в селе Покрово-Васильевка. 
В 2011 году школа реорганизована в филиал МБОУ Сосновской СОШ № 2 в селе Покрово-Васильевка.